# Eriosema ukingense
Eriosema ukingense är en ärtväxtart som beskrevs av Hermann August Theodor Harms. Eriosema ukingense ingår i släktet Eriosema och familjen ärtväxter. Inga underarter finns listade i Catalogue of Life.